# 弗林特郡
弗林特郡是英国威尔士东北部的一个郡，面积共438平方公里，首府为莫尔德，北面为爱尔兰海，南面与雷克瑟姆接壤，西面为登比郡，东面为英格兰柴郡。人口为152,500人。該郡設立於1996年。